# Markus Bröll
Markus Bröll (* 15. Mai 1987) ist ein österreichischer Radballspieler vom RC Höchst und sechsfacher Radball-Weltmeister (2013–2019).

## Werdegang
Markus Bröll begann seine Karriere beim RV Dornbirn. Im Jahre 1999 gewann er zum ersten Mal die österreichische Meisterschaft der Schüler zusammen mit Mathias Burtscher. In den nächsten beiden Jahren verteidigten sie ihren Titel. Danach wechselten sie zu den Junioren und gewannen da noch eine Silber- und zwei Goldmedaillen. Außerdem gewannen sie die Junioren-Europameisterschaft 2004.
Ab dem Jahr 2005 spielte er in der 1. Liga zusammen mit Martin Lingg. Im Jahr 2007 gelang ihm sogar der Meistertitel in der Elite und die Silbermedaille an der Weltmeisterschaft. Seit der Saison 2009 spielt er mit seinem Bruder Thommy, mit dem er den U23-Europacup zweimal gewinnen konnte. 2010 wechselten die beiden zusammen zum RC Höchst.
Zu Beginn des Jahres 2013 wechselte er seinen Partner erneut und spielt seither zusammen mit dem jungen Weltmeister Patrick Schnetzer.
Im November 2017 startet er mit Patrick Schnetzer bei den Hallenradsport-Weltmeisterschaften 2017 in Dornbirn und die beiden wurde nach einem 3:4 im Finalspiel gegen Deutschland Vize-Weltmeister.
Im November 2018 holte er sich mit Patrick Schnetzer in Lüttich zum fünften Mal den Titel des Weltmeisters und im Dezember 2019 sicherten sich die beiden in Basel zum sechsten Mal den Titel des Weltmeisters.
Im August 2019 hatte der 32-Jährige erklärt, seine aktive Karriere mit Ende der Saison 2019 beenden zu wollen.

## Sportliche Erfolge
- Weltmeisterschaft
  -  Weltmeister 2013, 2014, 2015, 2016, 2018, 2019
  -  Silbermedaille 2007, 2017
- Gesamtweltcup
  - 1. Rang 2014, 2016, 2017, 2018
  - 2. Rang 2015
  - 3. Rang 2012, 2013
- Europacup/Europameisterschaft
  - 1. Rang 2014, 2015, 2016, 2017, 2018, 2019
  - 2. Rang 2008
  - 3. Rang 2007, 2013
- Österreichische Meisterschaft
  - 1. Rang 2007, 2014, 2016, 2017, 2018
  - 2. Rang 2005, 2006, 2008, 2009, 2012, 2015
  - 3. Rang 2011, 2013
- Österreichischer Cup
  - 1. Rang 2007, 2008, 2014, 2015, 2017, 2018, 2019
  - 2. Rang 2006, 2013, 2016
  - 3. Rang 2010, 2012
- Europacup U23
  - 1. Rang 2008, 2009
  - 2. Rang 2006
- Junioren-Europameisterschaft
  - 1. Rang 2004
  - 3. Rang 2003

### Weltcup-Statistik
| Jahr                     | Partner               | 1. T.          | 2. T.          | 3. T.          | 4. T.          | Punkte | Quali | Finale         |
| ------------------------ | --------------------- | -------------- | -------------- | -------------- | -------------- | ------ | ----- | -------------- |
| 2005                     | Martin Lingg          | 8              | -              | -              | -              | 18     | 29    | -              |
| 2006                     | Martin Lingg          | Silbermedaille | Silbermedaille | Goldmedaille   | 4              | 175    | 3     | 6              |
| 2007                     | Martin Lingg          | 6              | 4              | Goldmedaille   | Bronzemedaille | 150    | 4     | 6              |
| 2008                     | Martin Lingg          | 5              | 4              | 4              | 5              | 130    | 9     | -              |
| 2009                     | Martin Lingg          | - (a)          | - (a)          | Silbermedaille | - (a) (b)      | 126    | 8     | - (a)          |
| 2010                     | Thommy Bröll          | 9              | Goldmedaille   | 7              | 6              | 111    | 10    | -              |
| 2012                     | Thommy Bröll          | Silbermedaille | 5              | 4              | 5              | 140    | 7     | Bronzemedaille |
| 2013                     | Patrick Schnetzer     | Silbermedaille | Goldmedaille   | Goldmedaille   | 4              | 180    | 3     | Bronzemedaille |
| 2014                     | Patrick Schnetzer     | Silbermedaille | 4              | Goldmedaille   | Silbermedaille | 175    | 3     | Goldmedaille   |
| 2015                     | Patrick Schnetzer     | Goldmedaille   | Goldmedaille   | 5              | Goldmedaille   | 180    | 1     | Silbermedaille |
| 2016                     | Patrick Schnetzer     | Goldmedaille   | Goldmedaille   | 5              | Silbermedaille | 175    | 2     | Goldmedaille   |
| 2017                     | Patrick Schnetzer     | 4              | Goldmedaille   | Goldmedaille   | – (d)          | 135    | 2     | Goldmedaille   |
| 2018                     | Patrick Schnetzer (e) | Goldmedaille   | Goldmedaille   | Goldmedaille   | Silbermedaille | 195    | 1     | Goldmedaille   |
| 2019                     | Patrick Schnetzer (e) | Goldmedaille   | Goldmedaille   |                |                | 100    | 2     |                |
| Stand: 2. September 2019 |                       |                |                |                |                |        |       |                |

Teilnahmen:  56

 Goldmedaillen:  22

 Silbermedaillen:  10

 Bronzemedaillen:  3

| Legende |
| --- |
| - Jahr: Nennt das Jahr des Weltcups. - Partner: Spielpartner in diesem Weltcup-Jahr. - 1. T.: (1. Turnier, von 4) Rang des Sportlers in diesem Turnier. - Punkte: Weltcup-Punkte, die der Spieler am Ende der Qualifikation hatte. - Quali: Rang am Ende der Qualifikation. - Finale: Rang im Finale, falls dieses erreicht wurde. |